# Frauen in Berlin
Frauen in Berlin ist der Diplomfilm der indischen Regiestudentin Chetna Vora an der Hochschule für Film und Fernsehen in Potsdam-Babelsberg von 1981. Er befragt Frauen in Ost-Berlin nach ihrem Leben. Erhalten ist eine heimlich abgefilmte Kopie des vernichteten Rohschnitts und eine von der Hochschule angefertigte Kurzfassung. Diese wurden seit 2015 in verschiedenen Städten in Deutschland, Indien, Großbritannien und den Niederlanden gezeigt. Frauen in Berlin gilt als einer der offensten Dokumentarfilme über das Leben von Frauen in der DDR.

## Inhalt
Der Film zeigt 14 Frauen zwischen 11 und 83 Jahren, die ungewöhnlich offen über ihr Leben, über ihre Hoffnungen und Erfahrungen in Arbeit und Beziehungen sprechen. Dabei wird immer wieder die Diskrepanz zwischen den eigenen Wünschen und der Realität deutlich.
Die Regisseurin fragt wenig, es ist mehr eine teilnehmende Beobachtung
Die meisten Aufnahmen wurden in Wohnungen gemacht, zwei auf Balkons, dadurch wirken sie besonders vertraulich. Die langen Einstellungen der Rohfassung enthalten nur wenige Schnitte. Ein auffahrender Paternoster verbindet die verschiedenen Szenen.

## Entstehung
Chetna Vora studierte seit 1976 an der Filmhochschule in Potsdam-Babelsberg. 1980 befragte sie im Hauptprüfungsfilm Oyoyo ausländische Bewohner eines Studentenwohnheims nach deren Alltag, dieser Film gehört inzwischen zu den meistgefragtesten aus dem Hochschulfilmarchiv.
Für ihren Abschlussfilm Frauen in Berlin wollte Chetna Vora mit Frauen sprechen, die sie bis dahin nicht kannte. Die Kontakte vermittelte wahrscheinlich ihre Regieassistentin Anita Vandenherz, einige von ihnen waren in einem Theater tätig. Die Aufnahmen entstanden im Juli und August 1981.

## Erstvorstellung und Folgen
Nach der ersten Vorstellung des über zweistündigen Films vor Hochschullehrern und Mitstudenten verlangten die verantwortlichen Dozenten, dass dieser auf den damals übliche Umfang von etwa 43 Minuten zusammengeschnitten werden solle.
Chetna Vora weigerte sich dagegen und stahl kurz danach die Filmrollen, um wenigstens noch eine Kopie anfertigen zu können. Nachdem dieses ungünstigerweise nach wenigen Tagen entdeckt wurde – sie hatte gehofft, dass sich in der Weihnachtszeit niemand darum kümmern würde – wurde sie von der Hochschule wegen Diebstahls an öffentlichem Eigentum angezeigt, der Staatsanwalt verzichtete aber auf einen Prozess. Ihr war es aber noch gelungen eine Aufnahme von einer Projektion auf eine Leinwand oder Mauer mit einer VHS-Kamera mit Unterstützung ihres Kameramannes Thomas Plenert und der Regieassistentin Anita Vandenherz anzufertigen.
Von der Hochschule wurde dann eine stark gekürzte Fassung von 23 Minuten ohne ihre Beteiligung hergestellt, die aus den kritischen Grundinhalten die positiven Aussagen heraussuchte. Diese sollte als Ansprüche, Ansichten. Frauen über sich selbst am 23. September 1983 um 22.50 Uhr im DDR-Fernsehen ausgestrahlt werden, wurde aber kurzfristig durch einen anderen Studentenfilm ersetzt, der von dem verantwortlichen Kameradozenten Manfred Hildebrandt betreut wurde.
Die lange Fassung von Chetna Vora und sämtliches weiteres Filmmaterial sind in der Hochschule und anderen Archiven nicht mehr vorhanden. Chetna Vora verließ 1983 die DDR mit ihrem Lebensgefährten und ihrer Tochter und zog wieder nach Indien, wo sie 1987 im Alter von 29 Jahren starb.

## Aufführungen (Auswahl)
Der Film Leben in Berlin wurde seit 2015 in verschiedenen Städten in Deutschland, Indien, Großbritannien und den Niederlanden gezeigt:
- Filmmuseum Potsdam, 7. März 2015, erste öffentliche Aufführung[6]
- Zeughauskino Berlin, September 2018 und 7. März 2019[7]
- Remake Women’s Film Festival, Frankfurt am Main, 2018
- Kino Krokodil, Berlin, März 2022, in der Reihe Ist es leicht, eine Frau zu sein, über Frauen in (post)sozialistischen Gesellschaften[8]
- documenta fifteen, Frankfurt am Main, August 2022
- Kurzfilm Festival Hamburg, Juni 2023
- Kino Arsenal, Berlin, 21. Juli 2023[9]
- Frauenkreise Berlin, 7. März 2024[10]
- Filmhaus Köln[11]
- Filmarchiv-Kolloquium in Kalkutta, Mai 2024, durch »Satyajit Ray Film & Television Institute«[12]
- Barbica Art House, London, 23. Januar 2025, mit der Tochter Neelesha Barthel zur Einführung[13]
- International Film Festival Rotterdam, Anfang 2025[14]

Frauen in Berlin gilt als einer der offensten erhaltenen Dokumentarfilme über Frauen in der DDR, der durch seine Außensicht einer Ausländerin noch eine besondere Sichtweise bietet.

## Meinungen
Die Hochschulprofessorin Christiane Mückenberger, die von Chetna Vora gebeten worden war, bei der ersten Probeaufführung zur Unterstützung anwesend zu sein, erinnerte sich später

„Ich sah einen faszinierenden Film. (…) Der Film hat mich so beeindruckt, weil dieses Bild, das eine ausländische Frau von außen, wie es schien, über unser Leben gemacht hat, ich in noch keinem professionellen Film jemals gesehen hatte. Das war so ein Bild von unten, es war nicht draufgeguckt, sondern es war so plastisch, es war so umfassend und trotzdem so detailgenau. Es war so intim und trotzdem so ein großer Bogen.“

Und der damalige DDR-Regisseur Ulrich Weiß schrieb in einem zweiseitigen Gutachten über diesen „ausgezeichneten“ Film, ihm sei „kein Dokumentarfilm in der DDR bekannt, der Emanzipation so umfassend begriffen hat.“